# Aeroklub

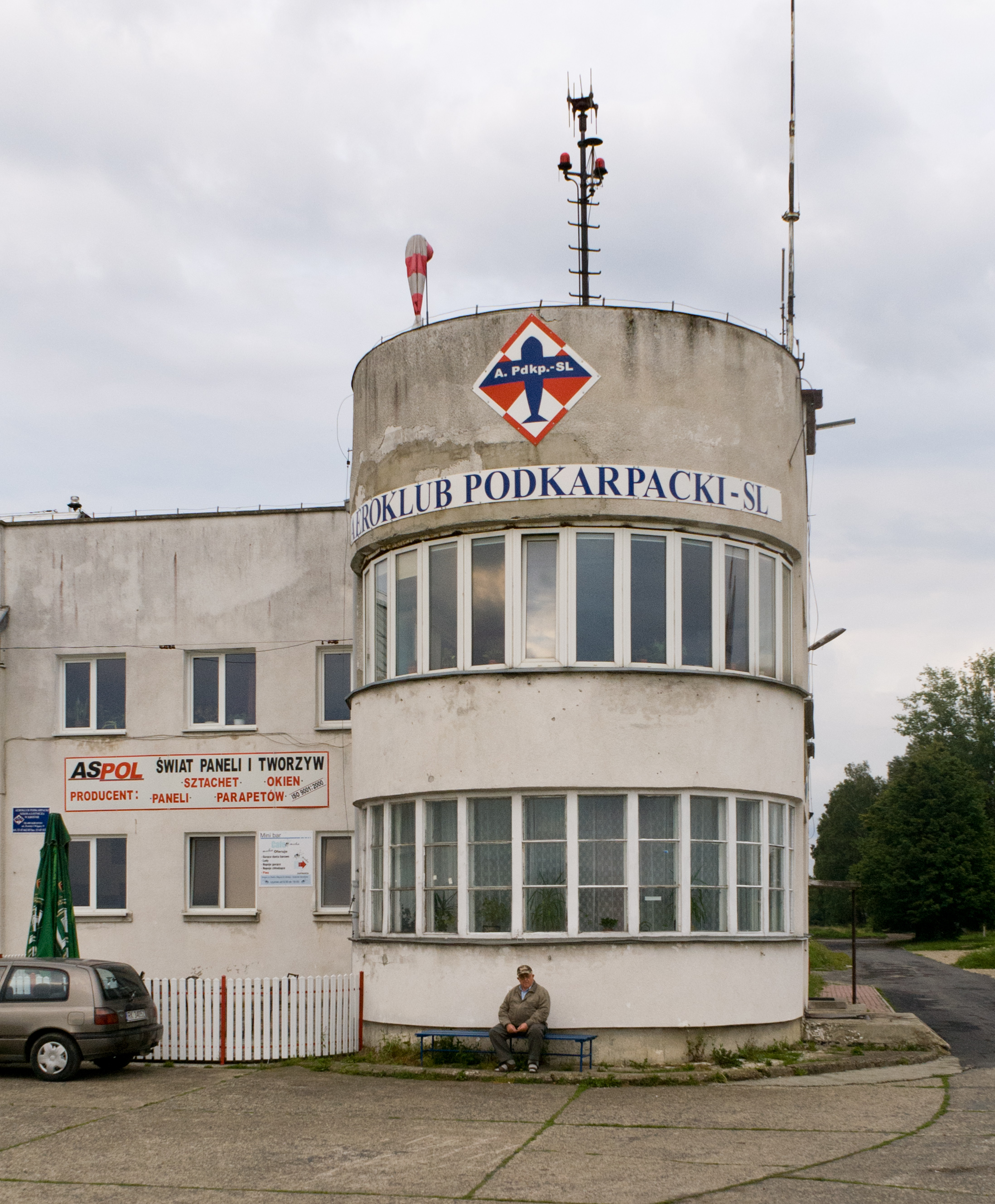
Siedziba Aeroklubu Podkarpackiego SL na lotnisku w Krośnie

Aeroklub – stowarzyszenie lotnictwa sportowo-turystycznego. Zajmuje się szkoleniem, treningiem i wyczynem we wszystkich dziedzinach lotnictwa sportowego: modelarstwie, szybownictwie, akrobacji lotniczej, sporcie samolotowym, lotniowym, paralotniowym, mikrolotowym, spadochronowym, balonowym, w działalności amatorów konstruktorów lotniczych. 